# Eauripik
Eauripik (früher auch Aurepik oder Kama Island) ist ein Atoll im Pazifischen Ozean und liegt im Archipel der Karolinen. Eauripik ist das südlichste Atoll des Bundesstaats Yap, der gemeinsam mit drei anderen Bundesstaaten die Föderierten Staaten von Mikronesien bildet.

## Geographie
Das längliche Atoll zählt zu den Outer Islands von Yap. Auf dem breiten Riffkranz, welcher die zentrale, sechs Quadratkilometer umfassende Lagune vollständig umschließt, liegen drei kleine Motus mit einer Landfläche von gut 0,2 Quadratkilometern. Hauptinsel ist Eauripik Island.
Auf dem Atoll leben 114 Menschen (Stand 2010).

## Inseln
Die sechs Inseln liegen entlang der Nordseite des Riffkranzes, von West nach Ost:
| Insel            | (Name)       | Fläche (ha) | Lage      | Koordinaten                       |
| ---------------- | ------------ | ----------- | --------- | --------------------------------- |
| Edarepe          | Yaetalhiipiy | 0,4         | Westen    | 06° 41′ 12,6″ N, 143° 00′ 34,1″ O |
| Elangkileku      | Aelangakiit  | …           | Süden     | 06° 41′ 20,0″ N, 143° 03′ 36,0″ O |
| Oao              | Oau          | 7,7         | Norden    | 06° 41′ 58,0″ N, 143° 01′ 51,7″ O |
| Bekefas          | Pigefash     | …           | Süden     | 06° 41′ 24,0″ N, 143° 03′ 36,0″ O |
| Eauripik         | Aurepik      | 10,2        | Osten     | 06° 40′ 58,7″ N, 143° 04′ 40,2″ O |
| Siteng           | Sitiing      | 0,6         | Ostspitze | 06° 40′ 50,8″ N, 143° 04′ 55,0″ O |
| Eauripik (Atoll) | Kama Island  | 23,6        | Saumriff  | 06° 41′ 26,0″ N, 143° 02′ 27,0″ O |

Alle Inseln außer Edarepe sind mit Kokospalmen bewachsen. Edarepe ist vegetationslos und wird bei Hochwasser überspült.
Die Inseln Elangkileku und Bekefas auf dem südlichen Riffkranz sind auf dem ISS-Foto nicht (mehr) auszumachen.

## Geschichte
Der deutsch-baltische Kapitän der russischen Marine und spätere Admiral Friedrich Benjamin von Lütke entdeckte Eauripik am 12. April 1828 für Europa während seiner Weltumseglung in den Jahren 1821 bis 1824.